# Školní zralost
Školní zralost je fyzická a duševní připravenost dítěte pro vstup do školy. Školní zralost je dosažení vývojového stupně, ve kterém je dítě schopno se bez problémů zapojit do výchovně-vzdělávacího procesu (nastoupit do první třídy). 
Pojem školní zralost charakterizuje biologické zrání organismu. Patří sem zralost psychická, sociální a fyzická. 

## Hlediska školní zralosti (připravenosti)
Školní zralost se určuje podle několika oblastí: 

### Rozumový vývoj
Dítě zralé na vstup do školy zvládá níže uvedené
- vývoj řeči - srozumitelná výslovnost, dostatečná slovní zásoba, schopnost umět se vyjádřit a popsat děj
- grafomotorika - dítě zvládá nakreslit rovnou čáru (spolupráce zraku a ruky), správně drží tužku s uvolněným zápěstím, spontánně kreslí
- pozornost - dítě je schopné udržet pozornost alespoň 10 minut[3]
- pracovní návyky - dítě zvládne začít úkol, vydržet u něj a úspěšně ho dokončit
- zrakové a sluchové rozlišování
- orientace a vztahy v prostoru a čase - dítě ví, co znamená nahoře nebo dole, před nebo za, ví, kde je vzadu, uprostřed nebo vepředu, orientuje se na vlastním těle a umí rozlišit pravou a levou stranu
- rozeznání barev[3]

### Sociální a emocionální vývoj
- dítě umí komunikovat se svým okolím a najít si kamarády[3]
- neskáče do řeči spolužákům ani paní učitelce
- zvládá spolupracovat a komunikovat ve skupině
- nemá problém podřídit se autoritě učitelky[4]
- dítě zvládá zátěžové situace, umí si poradit s vlastními emocemi i bez přítomnosti rodičů[3]

### Fyzická zralost (připravenost)
Fyzickou zralost dítěte posuzuje pediatr, který se zaměřuje na tyto body:
- přibližně 20 kg a 120 cm
- obměněný chrup (mléčné zuby vyměněny za "druhé")[2]
- prodloužené končetiny
- pevná kostra a rozvinuté svalstvo[4]

## Testy školní zralosti
- Test školní zralosti je nejdůležitějším z těchto testů; dítě plní úkoly jako kresba lidské postavy, u které zjišťuje lateralitu, celkovou rozumovou úroveň a grafomotorické potíže.
- Napodobení psané věty je další test, u kterého se zjišťuje schopnost soustředit se a jak moc je dítě schopné vyvinout úsilí ke splnění úkolu.
- Obkreslení skupiny 10 teček je test zjišťující přesnost a zrakově pohybovou koordinaci. [5]
- reverzní test je používán občas; dítě má k dispozici 84 párů různých geometrických tvarů které jsou důležitá pro čtení.
- Filipínská míra funguje jako ukazatel změny tělesných proporcí a pomáhá určit fyzickou zralost dítěte, konkrétně jestli už došlo k prodloužení končetin. Testuje se, jestli dítě dosáhne přes vzpřímenou hlavu ohnutou rukou na protilehlé ucho (pravou rukou na levé ucho). [4][2]

## Důsledky školní nezralosti
Když do školy nastoupí nezralé dítě, může nastat jedna z dvou situací:
Dítě bude muset vynaložit větší úsilí, aby dohnalo spolužáky, ale přesto budou jeho výsledky pouze průměrné. V druhé situaci dítě nezvládá výuku, nezvládá se soustředit a bude se muset vrátit do mateřské školy. V obou případech má dítě pocit neúspěšnosti a také si z toho odnáší, že vzdělávání je náročné. 

## Podpora školní zralosti
Hry na rozvoj jemné motoriky – stříhání, modelování, navlékání korálků.
Cvičení pozornosti a paměti – hry s pravidly, skládání puzzle, jednoduché hádanky.
Podpora samostatnosti – dítě by se mělo umět samo obléknout, připravit si pomůcky, uklidit si po sobě.
Rozvoj řeči – čtení pohádek, vyprávění příběhů, rozšiřování slovní zásoby pomocí her.